# Station Rezé-Pont-Rousseau
Station Rezé-Pont-Rousseau is een spoorwegstation in de Franse gemeente Rezé.